# 東萊溫泉
東萊溫泉（韓語：동래온천） 是位於韓國釜山廣域市东莱区的一個溫泉，屬單純食鹽泉。根據《三國遺事》記載，當地泡湯活動可追溯至新羅時期，即公元683年。

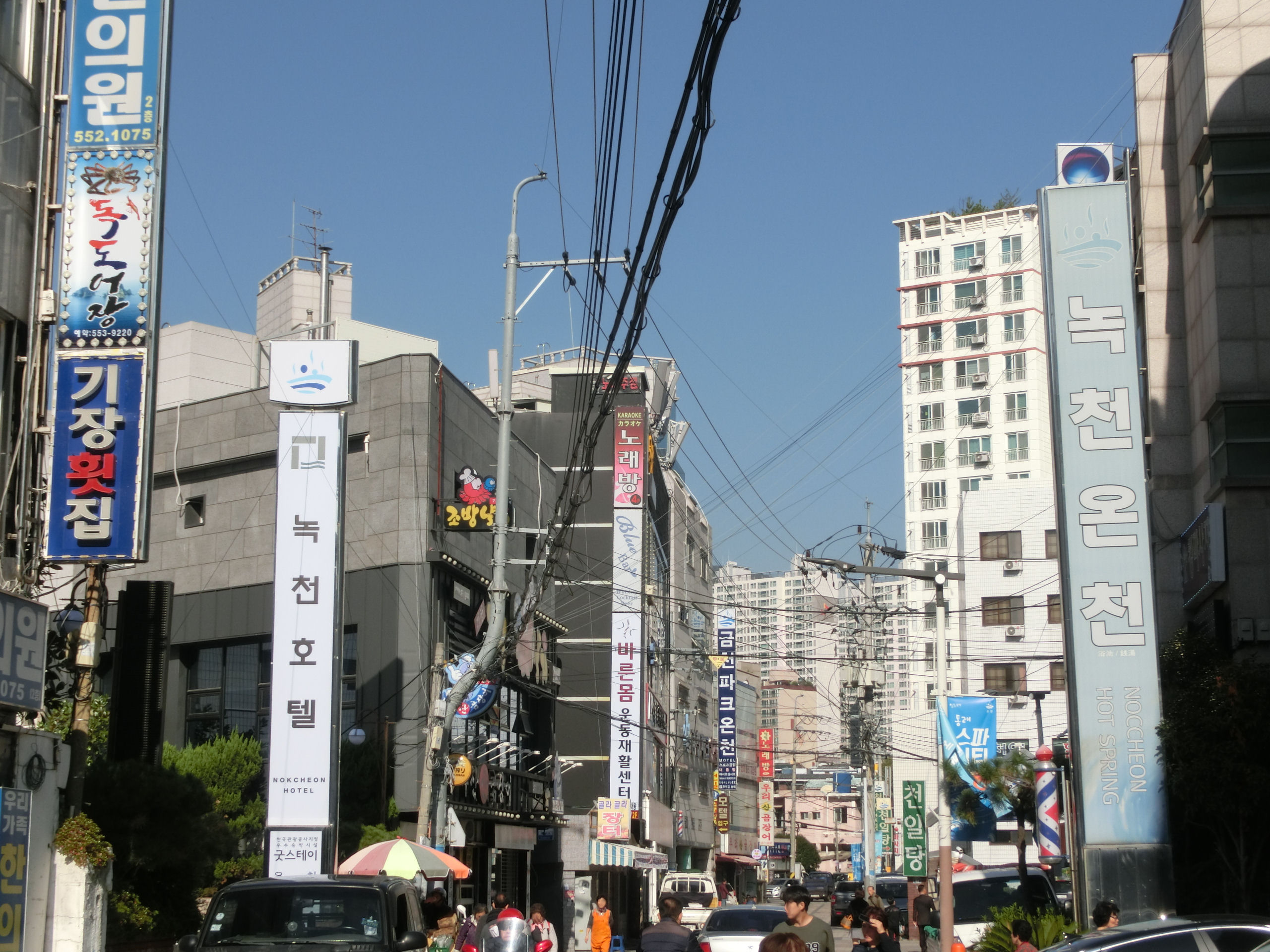
東萊溫泉街
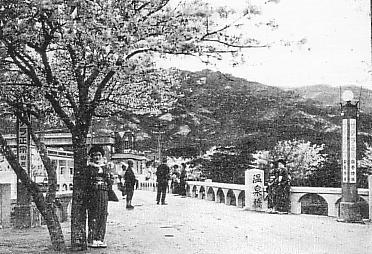
1930年代的東萊溫泉